# Hersin-Coupigny

Hersin-Coupigny este o comună în departamentul Pas-de-Calais, Franța. În 1 ianuarie 2022 avea o populație de 6.098 de locuitori.